# Thomas Lam
Thomas Anton Rudolph Lam (* 18. Dezember 1993 in Amsterdam, Niederlande) ist ein finnisch-niederländischer Fußballspieler. Er steht derzeit beim PEC Zwolle unter Vertrag und ist finnischer Nationalspieler.

## Vereine

### AZ Alkmaar
Lam, Sohn einer finnischen Mutter und eines niederländischen Vaters, ist in den Niederlanden geboren und aufgewachsen und begann mit dem Fußballspielen beim AFC Amsterdam. 2005 wechselte er in die Jugendakademie von AZ und gab am 16. September 2012 sein Debüt in der Eredivisie 2012/13. Bis zum Ende der Saison bestritt der Nachwuchsspieler fünf weitere Ligaspiele für den Tabellenzehnten. Mit seiner Mannschaft gewann er den KNVB-Pokal 2012/13, blieb jedoch beim 2:1-Finalsieg über die PSV Eindhoven ohne Einsatz. Als Pokalsieger spielte AZ Alkmaar in der UEFA Europa League 2013/14 und schied im Viertelfinale gegen Benfica Lissabon aus. Lam kam im Vorrundenspiel bei PAOK Saloniki zu seinem einzigen Einsatz und erzielte beim 2:2 den Treffer zum 1:0 für sein Team.

### PEC Zwolle
Im Sommer 2014 wechselte Lam zum Ligakonkurrenten PEC Zwolle. In der Eredivisie 2014/15 bestritt er 28 Spiele für den Tabellensechsten und erzielte dabei zwei Tore. Erfolgreich agierte er zudem mit vier Treffern in fünf Spielen im KNVB-Pokal 2014/15. Mit seiner Mannschaft verlor er das Finale 0:2 gegen den FC Groningen. In der Saison 2015/16 verpasste Lam (33 Spiele, zwei Tore) mit dem Tabellenachten wie im Vorjahr in den ligainternen Qualifikationsspielen zur UEFA Europa League die Teilnahme am internationalen Wettbewerb.

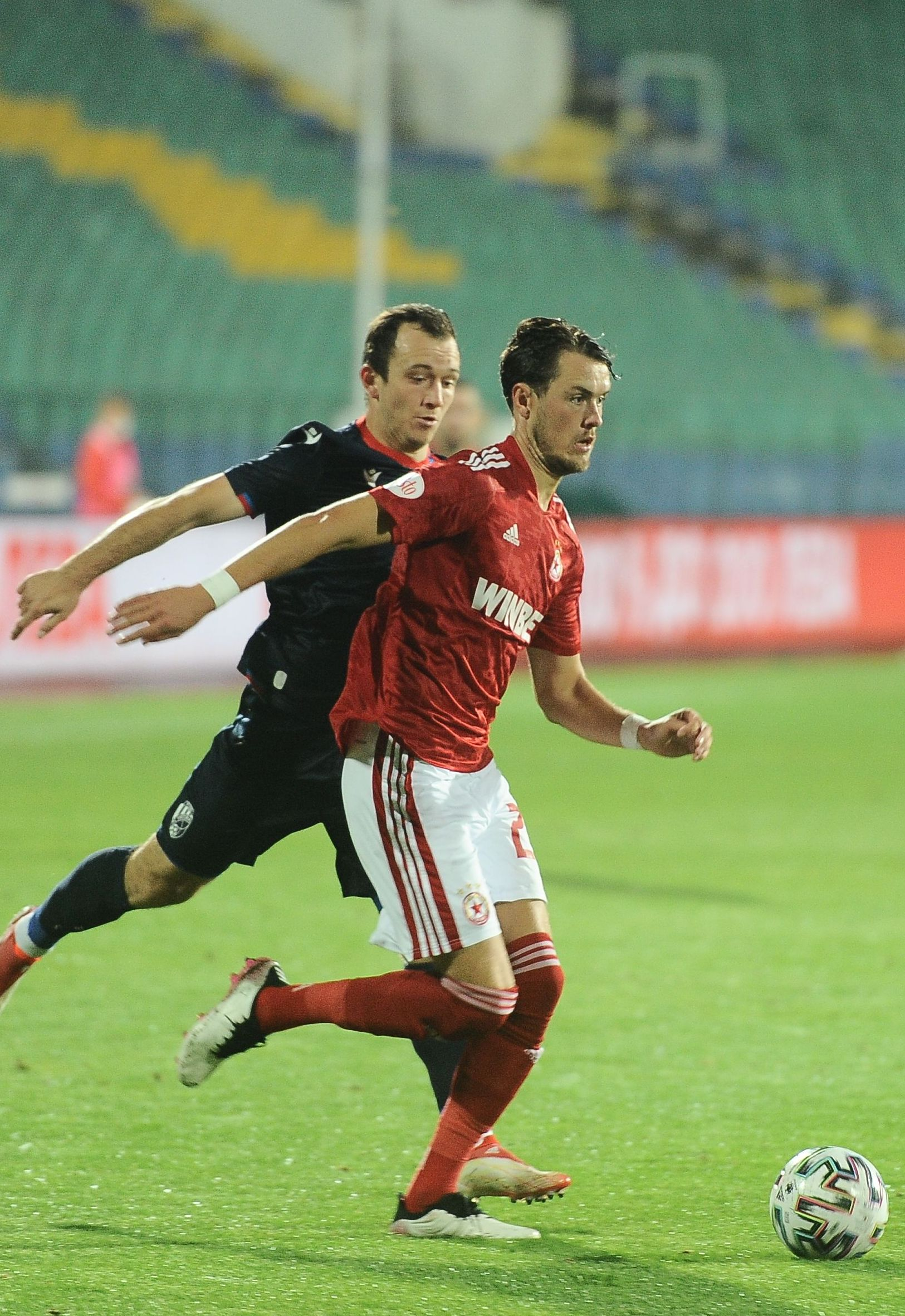
Lam bei ZSKA Sofia (2021)

### Nottingham Forest, FC Twente
Im Juli 2016 verpflichtete der englische Zweitligist Nottingham Forest Lam mit einem Dreijahresvertrag. Dort traf er mit Lars Veldwijk auf einen vorherigen Mannschaftskameraden aus Zwolle. Im August 2017 wurde er für eine Saison an den FC Twente verliehen.

### Rückkehr zu PEC
Ende August 2018 wechselte Lam zu seinem ehemaligen Verein PEC Zwolle zurück und unterschrieb einen Zweijahresvertrag. Dort wurde er schnell zum Stammspieler und absolvierte in den drei Saisons insgesamt 70 Pflichtspiele für den Verein und traf dabei sieben Mal.

### ZSKA Sofia
Im August 2021 wechselte er ablösefrei zum bulgarischen Rekordmeister ZSKA Sofia. Mit dem Klub erreichte Lam die Gruppenphase der UEFA Europa Conference League 2021/22, schied dort aber u. a. gegen des späteren Gewinner AS Rom aus. In der Liga kam er allerdings nur unregelmäßig zum Einsatz und erreichte am Ende die Vizemeisterschaft. Und im nationalen Pokalfinale unterlag der Spieler dem Stadtrivalen Lewski Sofia mit 0:1.

### Melbourne City FC und erneute Rückkehr nach Zwolle
Am 16. August 2022 gab dann Melbourne City aus der australischen A-League die Verpflichtung des Innenverteidigers mit einem Zweijahresvertrag bekannt. Mit der Mannschaft konnte er bis Sommer 2023 als Stammspieler die Liga auf dem ersten Platz beenden, unterlag in den anschließenden Finalspielen um die australische Meisterschaft jedoch im Finale den Central Coast Mariners. Nach Saisonende verließ er den Verein und kehrte im Juli 2023 erneut in die Niederlande zum PEC Zwolle zurück.

## Nationalmannschaft
Lam besitzt sowohl die finnische als auch die niederländische Staatsbürgerschaft und war somit sowohl für die finnischen als auch für die niederländischen Auswahlmannschaften spielberechtigt. Nachdem er bereits in diverse finnischen Jugendauswahlen eingesetzt worden war, debütierte er am 9. Juni 2015 für die A-Nationalmannschaft bei einer 0:2-Heimniederlage gegen Estland. Für die Europameisterschaft 2021 wurde er zwar in den finnischen Kader berufen, kam dort aber nicht zum Einsatz.

## Erfolge
- Niederländischer Pokalsieger: 2013